# Élections législatives polonaises de 1985
Les élections législatives polonaises de 1985 se déroulent le 13 octobre 1985. Ce sont les neuvièmes élections de la République populaire de Pologne et les dixièmes de la Pologne communiste. Elles visent à élire les membres du Sejm, le Parlement polonais.
Les élections sont régies par la Constitution de la République populaire de Pologne. Officiellement, la participation électorale s'élève à 79 %.

## Des élections non-démocratiques
La seule liste de candidats autorisée est celle du Front Jedności Narodu (FJN), menée par le Parti ouvrier unifié polonais (PZPR).
Ces élections, comme toutes les autres du régime communiste polonais ne sont pas libres mais falsifiées, comme celles des autres démocraties populaires. La distribuation des sièges au Sejm est ainsi décidée par les caciques du FJN ; le rôle des électeurs n'est alors qu'artificiel. Néanmoins, cette élection est boycottée par l'opposition : ainsi, alors que les précédentes élections se targuaient d'être démocratiques en raison des taux de participation élevés (entre 95 et 100 %), celle-ci est la première du régime à pâtir des mouvements de contestations de plus en plus importants (ne faisant « que » 79 %), notamment incarnés par le syndicat Solidarność .

## Résultats
|  | Parti                         | Pourcentage | Sièges (Sejm) |
|  | ----------------------------- | ----------- | ------------- |
|  | Parti ouvrier unifié polonais | 55,5 %      | 255           |
|  | Parti paysan unifié           | 25,4 %      | 117           |
|  | Indépendants                  | 11,1 %      | 49            |
|  | Parti démocrate               | 8 %         | 39            |
|  | Total                         | -           | 460           |

## Sources
- (en) Cet article est partiellement ou en totalité issu de l’article de Wikipédia en anglais intitulé « Polish legislative election, 1985 » (voir la liste des auteurs).